# Artista bèl·lic

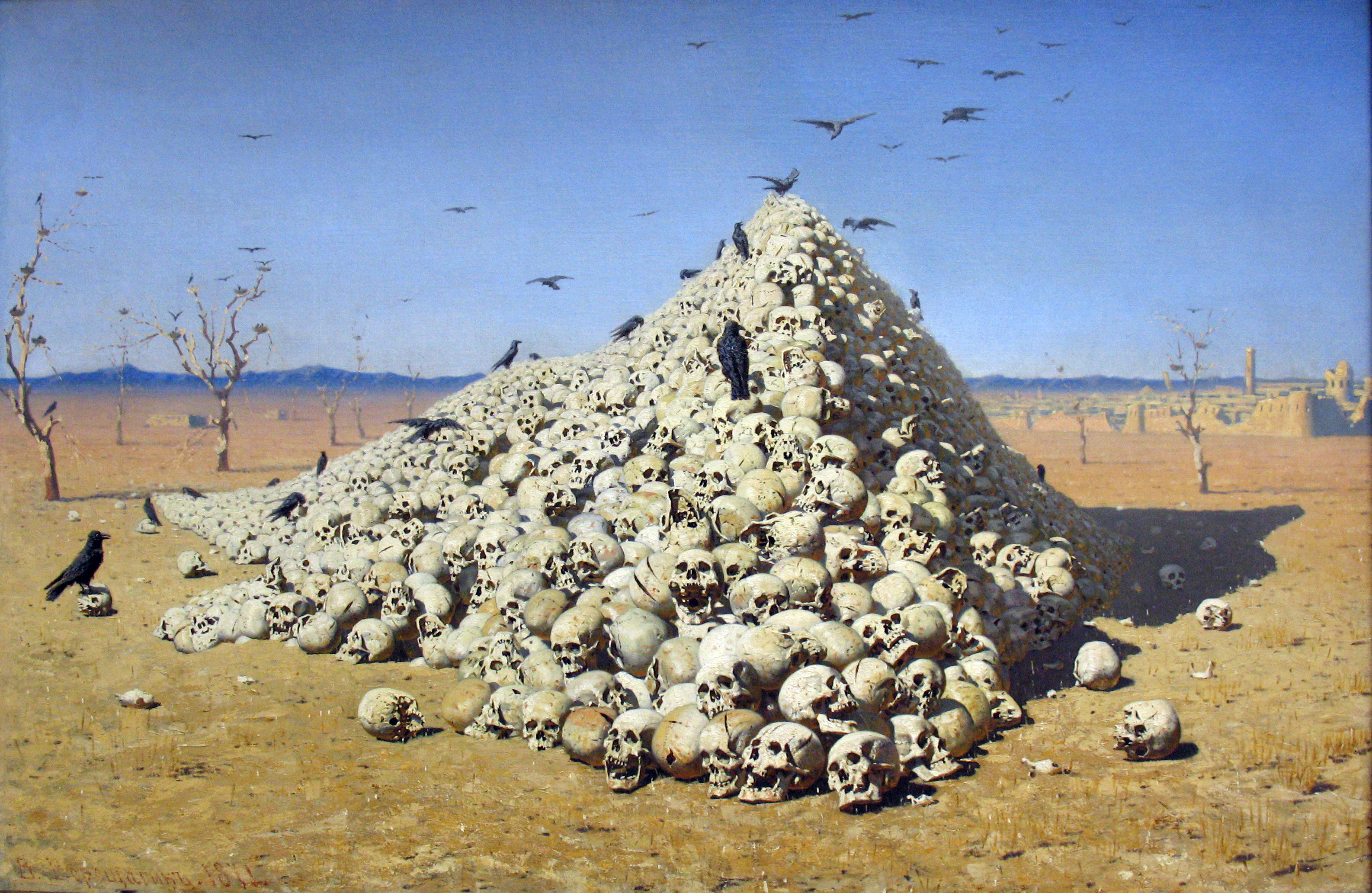
L'apoteosi de la guerra, de Vassili Veresxaguin (1871)

Un artista bèl·lic és aquell que retrata algun aspecte de la guerra amb una intencionalitat artística. Traça un registre de la guerra i en mostra el seu impacte en les persones que hi participen d'alguna manera. L'art disposa de molts de mitjans i cada artista pot fer-ne servir algun: la fotografia en el cas de la fotografia de guerra, la pintura, el periodisme escrit, la novel·la, l'assaig, el cinema, el documental cinematogràfic...
Artistes bèl·lics famosos són Michael Fay (EUA) que s'ha fet famós a partir dels conflictes d'Iraq i Afganistan; Henri Dangon (França) que va fer pintures i cartells durant la Primera Guerra Mundial o Pablo Picasso amb el seu quadre Guernica(1937) o bé Francisco de Goya amb Els desastres de la guerra. O encara Vassili Veresxaguinam el seu L'apoteosi de la guerra i el reconegut fotògraf de guerra Robert Capa.